# Ossó de Cinca
Ossó de Cinca (en castellà, Osso de Cinca) és un municipi aragonès del Baix Cinca. Comprèn també el nucli associat d'Almudàfar.
La temperatura mitjana anual és de 14,3°C i la precipitació anual, 370 mm.